# Amphibulima patula
Espèce
Statut de conservation UICN

 NE  : Non évalué
L'Ambrette capuchon, Amphibulima patula, est une espèce de mollusque pulmoné terrestre de la famille des Amphibulimidae présente sur quelques îles des Petites Antilles.

## Description
L'escargot doit son nom vernaculaire à la couleur ambre de sa chair et au caractère partiellement vestigial de sa coquille dans laquelle le spécimen ne se rétracte entièrement que lors des périodes d'estive.
Le pied est large et se déploie sur le double de la longueur de la coquille. La coquille des plus gros spécimens atteint 3 à 3,5 cm de long.
En vue supérieure, la coquille est de forme grossièrement elliptique, la largeur de la coquille représentant les deux-tiers de sa longueur ou un peu plus. Elle se développe sur trois à quatre tours et présente un épaulement marqué au niveau du dernier tour. Ce dernier caractère distingue l'ambrette capuchon des autres espèces du genre. Le dernier tour de la coquille est de couleur jaune-verdâtre et peut présenter une fine striation à bandes irrégulières ou ponctuées jaune sombre, tandis que la pointe, plus sombre, est rouge à brun, rarement jaune.
La variété de Dominique (A. patula dominicensis) a été distinguée de l'espèce nominale (A. p. patula) par Pilsbry sur la base d'une coquille plus sombre et à ornementation plus marquée, pouvant faire alterner des bandes beige et brun-rouge dans les morphes clairs de cette population. Le second morphe de cette même population se distingue par une chaire et la coquille entièrement brun sombre.

## Distribution et sous-espèces
La localité-type est la Guadeloupe. Trois sous-espèces sont distinguées:
- Amphibulima patula patula, en Guadeloupe et à Marie-Galante,
- Amphibulima patula dominicensis, endémique de la Dominique,
- Amphibulima patula christopheri, à Saint-Christope et Niévès.

L'ambrette capuchon est également présente à Saba, où les spécimens se distinguent par leur plus petite taille.
|  |  |  |

L'abondance de l'ambrette capuchon est très variable selon les îles de son aire de distribution. L'escargot est assez commun en Dominique, à Saba et à Saint-Christophe, peu commune à Niévès, tandis qu'il est d'une très grande rareté en Guadeloupe et à Marie-Galante. En Guadeloupe, l'escargot n'a plus été vu depuis le début du XIXe s., au point d'être considéré comme disparu, avant d'être retrouvé en 2000 par l'observation d'un spécimen unique. De même, l'escargot n'avait plus été vu à Marie-Galante depuis que Mazé l'ait découvert dans les années 1870, avant d'être redécouvert en 2018. L'escargot a disparu de la Désirade d'où il n'est connu que pas des coquilles issues de sites précolombiens.

## Écologie
L'ambrette capuchon est un escargot fréquentant la forêt sempervirente saisonnière et les secteurs humides de la forêt sèche semi-déciduale, telle que les fonds ombragés de ravine profondément encaissée,.
A Saint-Christope et Niévès, l'espèce fréquente les zones de forêt sempervirente entre 300 et 600 m d'altitude, tandis qu'en Dominique, l'ambrette capuchon est rencontrée à des altitudes inférieures à 400 m. En Guadeloupe, l'espèce n'est connue que des îles basses de Grande-Terre, la Désirade et Marie-Galante. L'ambrette capuchon a également été rencontrée en bordure de la forêt marécageuse de Grande-Terre, sur les monticules formés au pied des mangles-médaille (Pterocarpus officinialis).
Les observations réalisées à Marie-Galante montrent que les ambrettes capuchon s'abritent en journée sous les plus basses feuilles des bananiers, dans les souches humides des vieux arbres ou, encore, sous les feuilles de la canne du muet (Dieffenbachia seguine) ou du bois chandelle ( Piper reticulatum L.), tandis que la nuit, ces escargots exclusivement végétariens rongent les feuilles de la passerage de Virginie (Lepidium virginicum) et du cakile (Cakile lanceolata),.
En Dominique, l'ambrette capuchon est fréquemment trouvée sur les bananiers et les citronniers dont elle mange également les feuilles.